# Гострячка комірцева
Гострячка комірцева (Lophozia collaris) — вид печіночників порядку юнгерманіальних (Jungermanniales).
Вид вважається синонімом до Mesoptychia collaris (Nees) L.Söderstr. & Váňa

## Поширення
Батьківщиною є Європа, Азія, Північна Америка.

## Характеристика

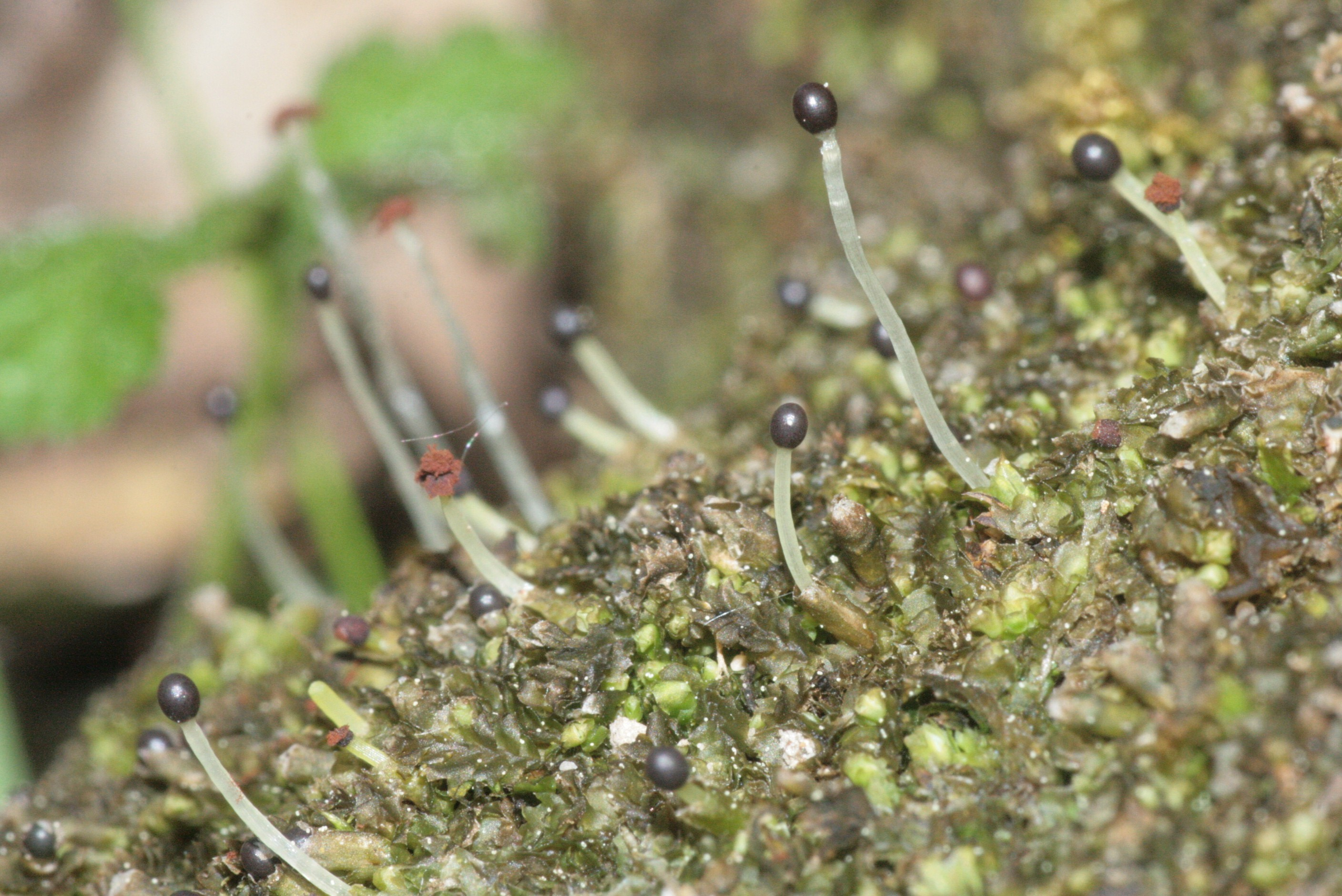